# يوجين ألين رايت
يوجين ألين رايت (بالإنجليزية: Eugene Allen Wright)‏ هو قاضي أمريكي، ولد في 23 فبراير 1913 في سياتل في الولايات المتحدة، وتوفي بنفس المكان في 3 سبتمبر 2002.